# Episodi di Law & Order - Unità vittime speciali (dodicesima stagione)
La dodicesima stagione della serie televisiva Law & Order - Unità vittime speciali, composta da 24 episodi, è stata trasmessa per la prima volta negli Stati Uniti dalla NBC dal 22 settembre 2010 al 18 maggio 2011. L'episodio La prigioniera costituisce un crossover con la serie televisiva Law & Order: LA, debuttata negli Stati Uniti subito dopo la messa in onda di tale episodio, che ne introduce i protagonisti.
In Italia è stata trasmessa in prima visione dal 5 agosto al 21 ottobre 2011 da Premium Crime. In chiaro ha debuttato il 15 settembre 2012 su Rete 4 il quale ne ha interrotto la trasmissione dopo il diciassettesimo episodio a causa degli scarsi ascolti ottenuti il 24 novembre. I restanti 7 episodi sono stati trasmessi dal 7 al 26 giugno 2013 in prima serata su TOP Crime.

Il cast principale durante la dodicesima stagione:
Tamara Tunie (Melinda Warner), Richard Belzer (Det. John Munch), Christopher Meloni (Det. Elliot Stabler), Mariska Hargitay (Det. Olivia Benson), Dann Florek (Cap. Donald Cragen), B. D. Wong (Dott. George Huang) e Ice-T (Det. Odafin Tutuola).

| nº | Titolo originale | Titolo italiano      | Prima TV USA      | Prima TV Italia   |
| -- | ---------------- | -------------------- | ----------------- | ----------------- |
| 1  | Locum            | La copia             | 22 settembre 2010 | 5 agosto 2011     |
| 2  | Bullseye         | Il bersaglio         | 22 settembre 2010 | 5 agosto 2011     |
| 3  | Behave           | La prigioniera       | 29 settembre 2010 | 12 agosto 2011    |
| 4  | Merchandise      | La compravendita     | 6 ottobre 2010    | 12 agosto 2011    |
| 5  | Wet              | Il valore dell'acqua | 13 ottobre 2010   | 19 agosto 2011    |
| 6  | Branded          | Il marchio           | 20 ottobre 2010   | 19 agosto 2011    |
| 7  | Trophy           | Il trofeo            | 3 novembre 2010   | 26 agosto 2011    |
| 8  | Penetration      | La vendetta          | 10 novembre 2010  | 26 agosto 2011    |
| 9  | Gray             | Il tocco magico      | 17 novembre 2010  | 2 settembre 2011  |
| 10 | Rescue           | Il soccorso          | 1º dicembre 2010  | 2 settembre 2011  |
| 11 | Pop              | Scommesse familiari  | 5 gennaio 2011    | 9 settembre 2011  |
| 12 | Possessed        | Anime spezzate       | 5 gennaio 2011    | 9 settembre 2011  |
| 13 | Mask             | La maschera          | 12 gennaio 2011   | 16 settembre 2011 |
| 14 | Dirty            | Corruzione           | 19 gennaio 2011   | 16 settembre 2011 |
| 15 | Flight           | Il miliardario       | 2 febbraio 2011   | 23 settembre 2011 |
| 16 | Spectacle        | Lo spettacolo        | 9 febbraio 2011   | 23 settembre 2011 |
| 17 | Pursuit          | Inseguimento         | 16 febbraio 2011  | 30 settembre 2011 |
| 18 | Bully            | Bullismo             | 23 febbraio 2011  | 30 settembre 2011 |
| 19 | Bombshell        | La bomba             | 23 marzo 2011     | 7 ottobre 2011    |
| 20 | Totem            | Totem                | 30 marzo 2011     | 7 ottobre 2011    |
| 21 | Reparations      | Riparazioni          | 6 aprile 2011     | 14 ottobre 2011   |
| 22 | Bang             | Un padre modello     | 4 maggio 2011     | 14 ottobre 2011   |
| 23 | Delinquent       | Criminale            | 11 maggio 2011    | 21 ottobre 2011   |
| 24 | Smoked           | L'infiltrato         | 18 maggio 2011    | 21 ottobre 2011   |

## La copia
- Titolo originale: Locum
- Diretto da: Arthur W. Forney
- Scritto da: Dawn DeNoon

### Trama
Mentre si sta esercitando al pianoforte controvoglia, una piccola bambina di nome Mackenzie scompare, e la madre, Pamela Burton, che si sta facendo il bagno nella vasca, si ritrova chiusa dietro la porta con una sedia. Benson e Stabler arrivano nell'appartamento per indagare sulle circostanze dietro la scomparsa della figlia. Ma la madre, che ha un database personale dei molestatori di New York, fatto abbastanza insolito, svela che si tratta di una bambina adottiva e che, qualche anno prima, è scomparsa un'altra figlia, stavolta naturale, di nome Ella. I suoi genitori diventano quindi iperprotettivi, perché stanno ancora lottando per far fronte alla tragedia, pur confidando che Ella possa essere ancora viva. La madre monitora l'uso del computer da parte di Mackenzie e scopre che si trova alla stazione centrale dei treni. I detective la trovano insieme ad un uomo, Erik Weber, il presunto rapitore, che però afferma di averla appena conosciuta e che la fanciulla sia invece solo scappata di casa. Erik afferma anche di far parte invece di una organizzazione di privati cittadini chiamata COAP (Cittadini Organizzati Anti Pedofilia), che si occupa di lottare contro i pedofili. Nel frattempo l'uomo, attratto da Olivia, la invita per un caffè. Ulteriori indagini fanno però scoprire una situazione più complessa, l'Unità vittime speciali si rende conto che la madre della ragazzina ha dei seri problemi psichici, in seguito al trauma, e che sta cercando, insieme al marito, di trasformare Mackenzie in una copia di Ella, con tanto di operazione di chirurgia plastica al naso, vestiti e capelli uguali, e persino un microchip sottocutaneo per monitorarla. Dopo la visita alla vecchia casa famiglia della bambina si apre una nuova pista che porta ad una misteriosa ragazzina coi capelli rossi, legata alla scomparsa di Ella. Dieci anni prima un uomo faceva delle foto ad Ella in un campeggio.
- Special Guest Star: Bailee Madison (Mackenzie Burton), Joan Cusack (Pamela Burton), Henry Ian Cusick (Erik Weber).
- Nota: Il titolo originale dell'episodio, "locum", è la definizione del "sostituto temporaneo", una sorta di controfigura, termine utilizzato spesso in contesti clinici, che si riferisce ad un medico, un inserviente o un altro professionista o dipendente.

## Il bersaglio
- Titolo originale: Bullseye
- Diretto da: Peter Leto
- Scritto da: Daniel Truly

### Trama
Lo stupro di Rose Samonsky, una bambina di dieci anni, è così brutale che la lascia incapace di parlare e ricordare il proprio nome. Sfortunatamente, Fin scopre che non è l'unica con problemi di memoria e il dottor Huang viene coinvolto per valutare la sua situazione familiare, con i genitori che si trovano in uno stato di dipendenza dal gaming online e vivono in un mondo disconnesso dalla realtà. Il patrigno è sospettato per lo stupro, mentre la madre della bambina, Amber Samonsky, è reduce da un incidente molto grave. La donna è stata investita da un autobus, ed ha dei danni cerebrali, al punto da essersi convinta che la figlia sia stata sostituita da un clone e non sia quella vera. Il dottor Huang dice che le è stata diagnosticata la Sindrome di Capgras, che porta ad una dissociazione mentale verso i parenti stretti, vedendoli come copie ed impostori. Per far capire meglio lo stato della dona lo psichiatra forense cita il film L'invasione degli ultracorpi. I detective Olivia Benson ed Elliot Stabler chiedono l'aiuto di Erik Weber, capo del COAP (Cittadini Organizzati Anti Pedofilia), collettivo spontaneo urbano che lotta contro i pedofili, che era stato scagionato come sospetto del caso precedente, per aiutarli a risolverne uno nuovo, Mandy LeCompte, un'altra bambina, è stata violentata. In particolare Erik gestisce un sistema informatico di hackeraggio dei computer delle persone coinvolte in casi di pedofilia. Le indagini portano a un gruppo di pervertiti che "opera" nel distretto di Manhattan, ed uno in particolare, Edwin Adelson, che finisce nel mirino delle indagini, ma il vero colpevole è qualcuno di insospettabile.
- Guest star: Henry Ian Cusick (Erik Weber), Stephen Tobolowsky (Edwin Adelson), Madeleine Rose Yen (Mandy LeCompte), Francie Swift (Vice procuratore Sherri West).
- Curiosità: nel casting dell'episodio c'è un curioso gioco di citazioni, l'attrice Melissa Rain Anderson recita nel ruolo di Amber Samonsky, mentre l'attore Stephen Tobolowsky in quello di Edwin Adelson. Le divertenti citazioni nei nomi ed assonanze inverse appaiono spesso nella serie, e sono una curiosità molto amata dai fan.

## La prigioniera
- Titolo originale: Behave
- Diretto da: Helen Shaver
- Scritto da: Jonathan Greene

### Trama
I detective Olivia Benson ed Elliot Stabler vengono chiamati in ospedale, dove il medico li informa che la sua paziente è stata violentata e picchiata duramente. La ragazza è stata trovata su un autobus da un predicatore di strada, e dice di chiamarsi Julie McManus. Attraverso i registri delle tasse, Benson e Stabler scoprono che la vittima è in realtà Vicki Sayers, una ragazza di ventidue anni che vive a Washington Heights e non esce quasi mai. Inizialmente Vicky si rifiuta di fornire prove fisiche dei suoi stupri, ma poi Benson la convince a sottoporsi all'esame per lo stupro. Durante l'esame, Vicki rivela di essere stata perseguitata e violentata quattro volte dallo stesso aggressore da quando aveva 16 anni, con quattro stupri fin dal 1998, seguendola in diversi stati del paese da anni. Le prove del kit per stupro portano gli investigatori in un hotel dove trovano un uomo che corrisponde alla descrizione di Vicki. La vittima identifica rapidamente l'uomo, William Harris, ma l'uomo fornisce un alibi che spinge gli investigatori a rilasciarlo, si trovava a Providence quella sera. Mentre si dirige verso l'ascensore, Vicki gli corre incontro e lo implora di non farle del male. Convinta dalla disperazione di Vicki, Benson passa la notte a lavorare sul caso e trova un buco nell'alibi di Harris. Per farlo crollare la squadra escogita una tecnica geniale, inizia a perseguitarlo e dichiara pubblicamente in varie occasioni che è uno stupratore. Esaminando i documenti di viaggio di Harris, Benson e Stabler scoprono che ha commesso dozzine di stupri nel corso di diversi anni. Benson inizia a fare chiamate da uno Stato all'altro alla ricerca dei kit per stupro delle sue vittime, ma scopre che i kit sono irreperibili. A Detroit trova un archivio disastroso, a Chicago mancano i dati. Il primo kit per stupro che potrebbe essere in grado di usare si trova a Los Angeles, dove incontra il detective della polizia Rex Winters. L'investigatore le dice che il medico legale ha trovato abbastanza alleli per testimoniare che il DNA corrisponde a quello di Harris. L'avvocato di Harris, Trevor Langan, sostiene con successo che il DNA nel kit per stupro risale a 10 anni fa e si è ormai degradato, costringendo il giudice Donnelly ad archiviare il caso. Nonostante non siano in grado di perseguire Harris per stupro, gli investigatori trovano prove evidenti che consentono a Harris di essere perseguito con l'accusa di rapimento. Vicki lo affronta nella sua cella e lo schernisce con le sue stesse parole: "Ora saprò sempre dove sei. Sii un bravo ragazzo. Comportati bene". 
- Guest Star: Jennifer Love Hewitt (Julie McManus / Vicky Sanders), (Detective Rex Winters), Giudice Elizabeth Donnelly, James LeGros (Bill Harris), Mike Hodge (Detective di Detroit), Skeet Ulrich (Detective Rex Winters), Francie Swift (Vice procuratore Sherri West).

- Nota: questo episodio rappresenta un crossover con la serie televisiva Law & Order: LA.
- Nota: l'episodio vede l'ultima apparizione del Giudice Elizabeth Donnelly, personaggio comparso per un totale di 25 episodi, dalla terza alla dodicesima stagione.

## La compravendita
- Titolo originale: Merchandise
- Diretto da: Peter Leto
- Scritto da: Judith McCreary

### Trama
Una ragazza di quindici anni viene investita mentre scappa all'interno di un mercato. Dall'autopsia, il medico legale scopre che la ragazza ha subito abusi sessuali, è stata picchiata e risulta sofferente di malnutrizione. Viene immediatamente contattata l'Unità vittime speciali. Il motivo per cui la dottoressa Warner vuole indagare sulla sua morte è che la ragazza non ha mostrato solo segni di denutrizione, ma anche di un parto recente. La squadra scopre che la ragazza si chiamava Carly ed era costretta a lavorare per una misteriosa organizzazione, nota come "la fattoria", alla quale l'aveva venduta il padre, disperato e a corto di soldi, ma convinto di averla affidata ad una organizzazione umanitaria. La squadra rintraccia il fratello di Carly, Micah, venduto anche lui all'organizzazione e costretto a prostituirsi. Il dottor Huang riesce a far calmare Micah, che gli racconta alcuni fatti inquietanti, come il fatto che dovessero mangiare scarti e spazzatura, che molte bambine restavano incinte, e inclusa un'ulteriore rivelazione scioccante su sua sorella. La situazione è più complessa, e prevede reati federali, quindi Huang vorrebbe coinvolgere l'FBI. Quando il procuratore statunitense Christine Danielson, che ora collabora con i federali, viene a conoscenza dei dettagli del caso, giura di aiutare i suoi ex colleghi a smascherare i trafficanti, promuovendo temporaneamente Benson e Stabler. Usando il suo alto rango e la sua influenza, scopre alcune informazioni vitali da un prigioniero con legami con questo losco mondo sotterraneo. La squadra decide di organizzare una drammatica operazione di salvataggio, che si traduce in un teso confronto con i trafficanti.
- Guest star: Amir Arison (Dr. Manning), Pia Glenn (Detective Erica Cruz), Gloria Reuben (Assistente Procuratore Christine Danielson).

## Il valore dell'acqua
- Titolo originale: Wet
- Diretto da: Jonathan Robert Kaplan
- Scritto da: Speed Weed

### Trama
I detective Benson e Stabler arrivano sulla scena del crimine dove una donna viene trovata morta in una fontana. Mentre ancora sono alle prese con una nuova sede in restauro, gli investigatori notano che alla donna manca una ciocca di capelli e fermano un sospetto che ama tagliare i capelli di nascosto alle ragazze nel parco, ma l'uomo ha un alibi, ha passato la notte in un locale equivoco chiamato Banana Trama. un secondo fermato è invece un appassionato di filmati a sfondo erotico, e ha filmato la ragazza prima di morire su SexTribe, un sito di condivisione video, per andare subito dopo dal veterinario, che conferma l'alibi. Il marito di Lindsay, la donna defunta, irrompe al distretto e chiede spiegazioni sull'accaduto. Quando si scopre che la sua reputazione di brava ragazza non corrisponde alle sue azioni promiscue la notte del suo omicidio, il nuovo vice procuratore distrettuale Mikka Von, che ha appena preso servizio, incoraggia i poliziotti a scavare più a fondo nel passato della vittima. Le indagini portano a un professore universitario, Vincent Prochik, accusato di aver ucciso la donna, col veleno dei funghi, perché questa era un avvocato della Cola Now, una grande azienda di bevande gassate che con le sue politiche minacciava l'approvvigionamento idrico gratuito. La vittima si stava infatti opponendo a quello che sta succedendo in Bolivia, uno scandalo seguito dai media. Nel laboratorio di Vincent Prochik, durante il sopralluogo, Olivia inizia a dire cose senza senso e sviene, intossicata dai vapori della bollitura dei funghi Giromitra Esculenta. Il processo si rivela parecchio complesso, con tanto di finte confessioni e intossicazioni simulate in aula.
- Guest star: Paula Patton (Vice Procuratore Mikka Von), Amanda Fuller (Emma Brooks), David Krumholtz (Dr. Vincent Prochik), Zach Grenier (Giudice Miranski).

- Curiosità: Paula Patton era stata designata come nuovo personaggio del cast principale, nel ruolo di vice procuratore distrettuale, ma poco dopo ha dovuto abbandonare per girare il film Mission: Impossible - Protocollo fantasma, avendo il tempo di comparire solamente in questo episodio, sostituita in seguito da Melissa Sagemiller nel ruolo del vice procuratore Gillian Hardwicke.
- Citazioni: "la Cola Now si compra la pioggia" (titolo di un blog scandalistico).

## Il marchio
- Titolo originale: Branded
- Diretto da: Peter Leto
- Scritto da: Chris Brancato

### Trama
Qualcuno aggredisce sessualmente e marchia due uomini, Victor Ramos e Bill Dixon, con dei ferri roventi, scrivendo "distruttore" e "traditore" sui loro petti, oltre a sodomizzarli violentemente con diversi oggetti. Dalle registrazioni delle telecamere emerge un diverbio tra i due uomini ed Alexander Gammon, davanti alla sua ditta, la Gammon Imports, dopo aver negato di conoscerli, ammette di essere in affari con loro. I detective sono convinti che sarà la prossima vittima del misterioso aggressore, e lo sorvegliano per evitare il crimine. Fermato l'aggressore, la squadra scopre che si tratta di una donna, Camille Walters, con cui hanno già parlato durante le indagini. Dopo essere stata catturata, la squadra cerca di scoprire i motivi delle aggressioni, anche se i tre uomini negano di conoscerla e si giustificano dicendo che sia una pazza squilibrata. Nel frattempo arriva al distretto la nuova arrivata, il vice procuratore Gillian Hardwick, che prende servizio. Dalle indagini sul passato delle vittime si scopre che i tre erano stati amici negli anni novanta in un campeggio estivo dove si trovava anche Camille, che, secondo la responsabile della struttura, aveva subito un trauma di cui non voleva parlare. Interrogata da Benson, Camille decide di cedere, e racconta la sua storia, accaduta la sera del quattro luglio. La donna afferma che l'aggressione è dovuta ai fatti di quell'epoca, si tratta infatti di una vendetta per un'aggressione che aveva subito dai tre uomini quando era un'adolescente. La donna non è affatto pentita, e dice che sulla terza vittima avrebbe scritto "inferno", perché è proprio lì che sarebbe finito.
- Guest star: Melissa Sagemiller (Vice procuratore Gillian Hardwicke), Kevin Alejandro (Victor Ramos), Jason Wiles (Alexander Gammon) Michael Gladis (Bill Dixon), Bess Rous (Camille Walters).

- Nota: primo episodio in cui compare il nuovo vice procuratore Gillian Hardwicke. L'attrice che la interpreta era già comparsa come guest star nella prima stagione della serie.

## Il trofeo
- Titolo originale: Trophy
- Diretto da: Donna Deitch
- Scritto da: Ken Storer

### Trama
Dopo che Samantha Millerton, una giovane donna ecologista, è stata violentata e uccisa, il suo corpo viene ritrovato in una lavanderia industriale. I detective Benson e Stabler scoprono presto che era coinvolta in un gruppo ambientalista chiamato CLEAN, e non passa molto tempo prima che scoprano il principale sospettato, ason Gambel, un ex carcerato per appropriazione indebita. Tuttavia, il caso li mette presto a rischio ed espone un mistero molto più ampio che include ancora più vittime. Alcuni dei trofei trovati sul sospettato sono infatti non compatibili con la vittima ecologista, un bracciale d'avorio ed un anello risalente ad oltre 40 anni prima. Con l'avanzare dell'indagine, il detective Benson stabilisce un legame con Vivian, la figlia di una vittima, violentata nel novembre 1970, esattamente nove mesi prima che lei nascesse. La donna evoca il proprio passato in modi che non avrebbe mai previsto, coinvolgendo la vita privata di Olivia. Nel frattempo appare un nuovo sospettato, Walter Burlock, ex compagno di cella di Jason, che ha abusato di lui in carcere per cinque anni. 
- Guest star: R. Lee Ermey (Walter Burlock), Maria Bello (Vivian Arliss), Alex Kingston (Avvocatessa Miranda Pond), Melissa Sagemiller (Vice procuratore Gillian Hardwicke), Joseph Sikora (Jason Gambel), Tonya Glanz (Samantha Millerton).
- Curiosità: Maria Bello ed Alex Kingston sono state protagoniste insieme nella serie E.R. Medici in prima linea.
- Curiosità: questo episodio rappresenta l'ultima apparizione televisiva di R. Lee Ermey.
- Citazioni: "Sull'anello c'è scritto Alan e Johanna per sempre, hai fatto in modo che non accadesse!" (Detective Stabler).

## La vendetta
- Titolo originale: Penetration
- Diretto da: Peter Leto
- Scritto da: Christine M. Torres e Dawn DeNoon

### Trama
L'agente dell'FBI Dana Lewis viene violentata da uno sconosciuto e chiede al detective Benson di far testare il suo kit per stupro. Prima che la polizia possa davvero aiutarla, Lewis torna sotto copertura e si rifiuta di parlare dell'incarico o dello stupro, per paura che venga smascherata e ritirata dal caso. Con riluttanza, permette a Benson e Stabler di essere coinvolti in quella che sembra una protesta contro la costruzione di una moschea a Ground Zero, ma si ritrovano a lottare per mettere insieme i pezzi di un puzzle molto più grande di quanto avessero previsto. I due detective restano sconvolti quando viene loro detto che l'agente Lewis ha lasciato l'FBI da circa un anno, ed ora è stata apparentemente rapita, ma si tratta solo di una azione sotto copertura. Benson, Stabler e Lewis uniscono in seguito le forze per stanare lo stupratore. Dietro ci sono alcuni esponenti del neonazismo.
- Guest star: Marcia Gay Harden (Agente Speciale FBI Dana Lewis), Charlie Tahan (Calvin Arliss), Melissa Sagemiller (Vice procuratore Gillian Hardwicke).
- Curiosità: Munch scherza con un gioielliere dicendogli che è il decimo anniversario suo e di Fin. Il primo episodio con loro come partner, "Honor", è andato in onda negli Stati Uniti il 27 ottobre 2000, mentre questo episodio è andato in onda il 10 novembre 2010, quasi esattamente un decennio dopo. Purtroppo nella traduzione italiana la parola "decimo" è stata omessa, rendendo incomprensibile la citazione. .

## Il tocco magico
- Titolo originale: Gray
- Diretto da: Helen Shaver
- Scritto da: George Huang

### Trama
Il detective Stabler va all'università di sua figlia Kathleen per discutere della prevenzione degli stupri durante una manifestazione organizzata da Take Back the Night. Quando una ragazza della folla accusa un altro studente, Chuck Mills, di stupro, Stabler e il detective Benson vengono assegnati al caso. Ciò che emergono sono resoconti contrastanti e accuse accese senza prove sostanziali a sostegno. Una delle possibili testimoni viene convinta con metodi illegali a non parlare in aula, e per difendersi coinvolge qualcuno vicino a Stabler. A complicare ulteriormente le cose, il vice procuratore Sonya Paxton torna per perseguire il caso e Kathleen oltrepassa i suoi limiti, il che potrebbe far finire lei e suo padre nei guai. I precedenti di dipendenza dall'alcol di Paxton la portano a litigare con Stabler, ma poi, in nome della vecchia amicizia, Paxton decide di non fare il nome della figlia, parlando solo di informatore anonimo. Con una abile manovra la difesa riesce a far nominare come giudice proprio Marcus Ridiger, proprio quello che ha sospeso Paxton per essersi presentata ubriaca in aula. 
- Guest star: Christine Lahti (Vice procuratore Sonya Paxton), Isabel Gillies (Kathy Stabler), Allison Siko (Kathleen Stabler), Charlie Barnett (Chuck Mills), CCH Pounder (Avvocatessa Carolyn Maddox), Dick Latessa (Giudice Marcus Ridiger).
- Nota: Take Back the Night è una associazione reale non-profit che opera negli Stati Uniti contro i crimini sessuali.
- Curiosità: Charlie Barnett, interprete di Chuck Mills, dopo essere apparso come guest star in questo episodio nel 2010 e nella serie Law & Order: Criminal Intent l'anno successivo, entra nel 2012 nel cast principale di Chicago Fire. Il suo personaggio nella serie si chiama Peter Mills, citando il cognome del personaggio visto al suo debutto.

## Il soccorso
- Titolo originale: Rescue
- Diretto da: Constantine Makris e Peter Leto
- Scritto da: Daniel Truly

### Trama
Una giovane donna di 26 anni, Caitlin La Marque, è svenuta ad una festa, e alcuni ragazzi le stanno scrivendo in faccia con un pennarello per scherzo, ma sollevandola dal divano scoprono che è ferita ed ha perso molto sangue. Con il giovane Calvin, affidato alle sue cure, la detective Benson continua la ricerca della madre tossicodipendente, Vivian Arliss, coinvolta nel caso dei trofei, ora scomparsa. ll detective Stabler nota che si sta formando un forte legame tra Benson e il ragazzo. Caitlin La Marque è stata anche violentata ed è morta in ospedale in seguito ad una emorragia cerebrale. La ragazza aveva fatto una classifica con votazioni di tutti i suoi amanti, che era finita in rete, ed era odiata da alcune persone. Una nuova pista conduce però ai paramedici che l'hanno soccorsa, tra cui Mike O'Doole, sospettato di aver rubato oggetti di valore dalle scene del crimine. Quando il nome di Vivian Arliss viene fuori durante l'indagine per stupro, il capitano Cragen assegna i detective Fin e Munch al caso, invece di Olivia, troppo coinvolta personalmente. Tuttavia, ci vorranno ben più degli ordini di Cragen per tenere lontano Benson.
- Guest star: Maria Bello (Vivian Arliss), Charlie Tahan (Calvin Arliss), Alex Kingston (Avvocatessa Miranda Pond), Melissa Sagemiller (Vice procuratore Gillian Hardwicke), Joseph Sikora (Jason Gambel), Kat Foster (Sarah Hoyt), Mike Starr (Mike O'Doole), Joanna Merlin (Giudice Lena Petrovsky), Shea Glaser (La vittima Caitlin La Marque).
- Nota: questo episodio è il seguito de Il trofeo, episodio 12x07 di Law & Order - Unità vittime speciali.
- Citazioni: "Chi mi accuserebbe di rubare i figli di qualcuno? Ne ho già cinque!" (Detective Stabler).

## Scommesse familiari
- Titolo originale: Pop
- Diretto da: Norberto Barba
- Scritto da: Jonathan Greene

### Trama
Un ragazzino di dieci anni di nome Ethan viene trovato morto su una giostra del parco dopo essere stato accompagnato da suo zio Joe Gilbert, rintracciato grazie alla licenza del suo taxi. Quando i detective Benson e Stabler vengono a sapere che il ragazzo è stato picchiato a morte, la madre, convocata all'obitorio, dice che deve essere successo a scuola, e sospettano che potrebbe essere il risultato di un bullo dell'istituto, ma si tratta di una falsa pista. Monitorando le corse del taxi sorprendono il tassista ad assistere ad uno strano duello tra due persone, un combattimento in pubblico con molti spettatori, che scommettono sull'incontro. L'indagine porta quindi ad un inquietante giro di giochi d'azzardo. Stabler interroga il fermato, Hank Roberts, un altro tassista, ma poco dopo deve rilasciarlo per mancanza di prove. Il sospetto, però, simula una aggressione successiva da parte di Stabler, per incastrarlo, con tanto di falsa testimonianza della moglie. Il figlio, però, rivela di essere stato picchiato da Roberts e parla di anni di abusi da parte sua, costringendolo a picchiare Ethan. Gli investigatori sospettano che il conoscente di Gilbert, Hank Roberts, stia anche picchiando sua moglie Sandra, e il caso prende una piega orribile. 
- Guest star: Melissa Sagemiller (Vice procuratore Gillian Hardwicke), Isabel Gillies (Kathy Stabler), Robert John Burke (Tenente Ed Tucker), James Carpinello (Joe Gilbert), Adam Senn (Hank Roberts), Drea de Matteo (Sandra Roberts), Olympia Dukakis (Avv. Debby Marsh).

## Anime spezzate
- Titolo originale: Possessed
- Diretto da: Constantine Makris
- Scritto da: Brian Fagan

### Trama
Un giovane scopre che la sua ragazza Larissa Welsh è stata aggredita nel suo appartamento da un folle maniaco in maschera e mutande, che la chiama Brandy, legandola in intimo alla sedia, riempiendola di pillole sedative e riprendendo l'aggressione con una videocamera. Ci sono delle strane prove che indicano il passato sepolto della ragazza. Con le indagini nel database Tutuola scopre che lo stesso aggressore ha due precedenti, ma stavolta erano due bambine. Una di queste, Paula Moretti, consegna una misteriosa lettera a Stabler, di un gruppo chiamato Coventry, che la sorveglia. Questo nome è stato già segnalato dall'FBI, ed in un vecchio video compare una bambina con la stessa voglia di Larissa. Si tratta di Brandy, la bambina più famosa nel gruppo, che è in realtà Larissa da piccola. I detective Benson e Stabler riescono a catturare lo stupratore, Eldon Balogh, che però appena prima colpisce di nuovo in ospedale. Balogh fa un nome, dicendo che si tratta del capo di Coventry. La squadra va quindi alla ricerca del gruppo e scoprono che un uomo anziano, l'avvocato Orville Underwood, potrebbe essere stato coinvolto in eventi traumatici del passato di Welsh.
- Guest star: Devin Ratray (Eldon Balogh), Taryn Manning (Larissa Welsh), David Patrick Kelly (Orville Underwood), Melissa Sagemiller (Vice procuratore Gillian Hardwicke).
- Citazioni: "Solo a New York uno che corre per strada in maschera e mutande può passare inosservato!" (Detective Munch).

## La maschera
- Titolo originale: Mask
- Diretto da: Donna Deitch
- Scritto da: Speed Weed

### Trama
Debbie Shields torna a casa e trova la sua partner Ann Jackson violentata da un uomo che indossa una maschera inquietante. Due ragazzini riescono a vedere la scena dal palazzo di fronte con un binocolo ed avvertono il 911. Shields contatta il padre di Ann per informarlo delle sue condizioni critiche. Tutuola, dopo una ricerca nei database della polizia, scopre che sono già stati compiuti quattro stupri simili, a Richmond, in Virginia, nel 2006, indossando la stessa maschera. I detective Benson e Stabler interrogano il padre di Ann, lo psichiatra Cap Jackson, che è convinto che l'obiettivo non sia stato la figlia, ma la compagna. Il dottore è uno di quelli convinti che si possa curare la tendenza allo stupro, ed è specializzato nello studio della "sesso dipendenza", che sta cercando di far riconoscere come vera e propria malattia, ed in cura dei maniaci sessuali, persone simili a lui, visto che viene rivelato anche il suo passato di alcolizzato e sesso dipendente. Nel frattempo dalle indagine emergono nuovi casi avvenuti in altre diverse città, sempre con la maschera rituale, a New York e Filadelfia, oltre ad uno stupro appena successo, di una ragazza già abusata tanti anni prima da un suo professore. Con lei le vittime diventano in totale 14. Stabler decide di andare sotto copertura nel gruppo di ascolto di maniaci sessuali alla clinica dello psichiatra. Il nuovo ruolo di Jackson come terapista sessuale sta però ostacolando gli investigatori dall'ottenere le informazioni di cui hanno bisogno per risolvere il caso e se Jackson non si conformerà, gli investigatori dovranno diventare creativi.
- Guest star: Jeremy Irons (Psichiatra Cap Jackson), A.J. Cook (Debbie Shields), Lindsey Kraft (Courtney la pazza), Chandler Williams (Dr. Brett Kincaid), Melissa Sagemiller (Vice procuratore Gillian Hardwicke).
- Citazioni: "Se questa è una maschera, non oso pensare a chi c'è dietro!" (Detective Benson)

## Corruzione
- Titolo originale: Dirty
- Diretto da: Helen Shaver
- Scritto da: Judith McCreary

### Trama
La detective Saliyah "Sunny" Qadri va alla ricerca del procuratore distrettuale di Brooklyn Page Ferguson, perché teme che possa essere in pericolo. Qadri trova Ferguson giusto in tempo per assistere alla sua caduta dalla cima di un parcheggio. Quando Benson e la dottoressa Warner arrivano sul posto, verificano che la donna è stata violentata e tagliuzzata con un piccolo coltello prima di essere stata gettata di sotto, ma scoprono che la scena del crimine è stata manomessa. Benson chiede aiuto a una vecchia amica, il viceprocuratore degli Stati Uniti Christine Danielson. Le prime tracce portano ad un pregiudicato già in detenzione, Angel Rivera, che sembra nascondere qualcosa, ma la vittima potrebbe essersi tagliuzzata da sola, per tollerare un trauma o perché soffriva di algolagnia, secondo la diagnosi della dottoressa Warner. Con l'avanzare delle indagini, Benson inizia a mettere in discussione il passato sospetto di Ferguson e il coinvolgimento di Qadri nel caso.
- Guest star: Shohreh Aghdashloo (Detective Saliyah "Sunny" Qadri), Gloria Reuben (Assistente Procuratore Christine Danielson), Doug Drucker (Pregiudicato Angel Rivera).
- Nota: in questo episodio non compare il detective Stabler.

## Il miliardario
- Titolo originale: Flight
- Diretto da: Alex Chapple
- Scritto da: Christine M. Torres e Dawn DeNoon

### Trama
Dominique, una ragazzina francese su un aereo accusa un uomo di averla palpata, ma i testimoni confermano che non si è nemmeno avvicinato. Quando si scopre che l'adolescente soffre di Disturbo da Stress Post Traumatico (PTDS) a causa di abusi sessuali, tutti gli indizi puntano al miliardario Jordan Hayes. Mentre gli investigatori Benson e Stabler continuano a indagare, Hayes coinvolge il suo avvocato, Dwight Stanitch, che manda in tilt l'intero caso dichiarando falsamente che la ragazzina lo avrebbe stuprato. Tuttavia Olivia ed Elliot non facendosi ingannare da delle menzogne così evidenti cominciano ad investigare con più determinazione scoprendo che non è la prima volta che Hayes fa una cosa del genere a una bambina preadolescente e che da anni violenta ragazzine preadolescenti, anche in viaggi internazionali nelle mete tipiche del turismo sessuale minorile, come Thailandia e Cambogia, e che conserva i video degli stupri come trofei. Inoltre a essere coinvolta in tutto questo è anche la sua protetta che da anni fornisce vittime ad Hayes attirandole con promesse di soldi facili anche se lei è stata in passato una delle sue vittime ma che si era creduta migliore delle poverette che aveva fatto finire in quella terribile situazione illudendosi che lui l'amasse. 
- Guest star: Zach Grenier (Giudice Miranski), Colm Feore (Miliardario Jordan Hayes), Kelli Barrett (Dahlia Jessup), Isabella Grasso (Nicole Phillipe), Melissa Sagemiller (Vice procuratore Gillian Hardwicke), Joel de la Fuente (Tenente C.S.U. Ruben Morales).

## Lo spettacolo
- Titolo originale: Spectacle
- Diretto da: Peter Leto
- Scritto da: Chris Brancato

### Trama
Dopo che la violenza sessuale di una giovane donna è stata videoregistrata e mostrata on-line sulla rete privata intranet di un'università, il Westmore College's Campus, con un hacker che è riuscito a collegarsi dall'esterno. I detective Elliot Stabler e Odafin "Fin" Tutuola vanno alla ricerca della vittima e del suo aggressore. In alcune telecare di sorveglianza appaiono entrambi, ma diventa complesso localizzarli. Anche se mascherato, lo stupratore ha un tatuaggio evidente molto riconoscibile. Dal tatuaggio gli agenti risalgono a Carl Cooper, uno studente recentemente espulso, ma il sospetto si giustifica dicendo che è un segno di identificazione di tutta la confraternita a cui apparteneva, la Π Δ (Phi Delta). un secondo filmato, stavolta in diretta, mette tutti in allerta, e l'appartamento da cui parte il segnale è vuoto, con tanto di indirizzo IP clonato. Mentre approfondiscono le indagini, diventa chiaro che l'autore, identificato come Greg Engels, ha creato uno spettacolo per attirare l'attenzione sui propri problemi. Quando Stabler si reca all'università, viene contattato dall'autore, un esperto di computer, che minaccia di uccidere la vittima, Lizzie Harmon, se l'Unità vittime speciali non indaga sulla scomparsa di suo fratello minore Jason, accaduta nel 2003.
Guest star: Spencer Treat Clark (Gregory "Greg" Engels), Kellyn Lindsey (Lizzie Harmon), Melissa Sagemiller (Vice procuratore Gillian Hardwicke), Joel de la Fuente (Tenente C.S.U. Ruben Morales).

## Inseguimento
- Titolo originale: Pursuit
- Diretto da: Jonathan Robert Kaplan
- Scritto da: Judith McCreary

### Trama
Alicia Harding è una giornalista che conduce un programma televisivo in cui smaschera i predatori sessuali. Da un giorno all'altro, la giornalista diventa vittima di stalking: viene perseguitata da un uomo che minaccia di ucciderla. Il pacchetto ricevuto dallo stalker potrebbe essere la chiave per trovare il rapitore della sorella di Alicia, rapita 25 anni prima, Vanessa Harding. Visionando uno dei filmati dei casi trattati dalla giornalista la squadra si rende conto che Harding ha manipolato i fatti per avere colpevoli a tutti i costi, tra cui Scott Laskey, che voleva salvare una ragazza, ed è stato incastrato. Avendo contatti con la conduttrice, la viceprocuratrice distrettuale Sonya Paxton, coinvolta nel caso da due decenni, decide di assistere gli investigatori nelle loro indagini. Stabler si reca a Quantico, per collaborare a sua volta con gli analisti dell'FBI. Le tracce di Vanessa portano alla scoperta di ben sei cadaveri di ragazze sepolte uccise dallo stesso colpevole.
- Guest Star: Debra Messing (Alicia Harding), Christine Lahti (Vice procuratore Sonya Paxton), Scott Parkinson (Scott Laskey), Ashlie Atkinson (Rachel Gray).
- Nota: questo è l'ultimo episodio dove compare il Vice procuratore distrettuale Sonya Paxton.
- Curiosità: il personaggio di Alicia Harding ed il suo programma sono basati su persone e fatti reali, in particolare sul conduttore Chris Hansen ed il suo documentario TV To Catch a Predator, andato in onda sul canale statunitense NBC dal 2004 al 2007.

## Bullismo
- Titolo originale: Bully
- Diretto da: Helen Shaver
- Scritto da: Ken Storer

### Trama
Un pittore ed una mecenate d'arte contribuiscono a far trovare il cadavere di Ellen Sazelin, direttore finanziario di una società di produzione vini di lusso al piano superiore di un museo, nel quale il sangue è colato dal soffitto su una tela. Quando gli investigatori interrogano il miglior amico ed i collaboratori della donna, che pare essere stata assassinata e violentata, scoprono un ambiente di lavoro che è sospettosamente troppo felice ed ordinato. La società Lucious Grapes ha decisamente molto da nascondere. Durante le indagini escono fuori infatti particolari inquietanti, anche nell'ambiente museale, come l'artista Andreas Hemming che lascia il sangue colato dalla vittima sulla sua opera in corso al posto della vernice, senza dire nulla alla polizia, diventando il primo sospettato. Indagando sulla vita privata di Ellen i detective scoprono che nell'ultimo periodo della sua vita la donna aveva contattato troppo spesso un negozio di pelletteria, My Leather Fantasy, ricevendo ben 63 telefonate al suo numero, oltre che messaggi vocali che la minacciano di morte, cosa sospetta. Una volta fermato il sospettato, responsabile del negozio, l'uomo viene però colpito in strada da un colpo di pistola dal marito di una signora che ha speso una fortuna nel sito del negozio, ed è poi morta di infarto perché perseguitata dal venditore. Nel frattempo la dottoressa Warner scopre che Ellen soffriva di Tricotillomania, una ossessione compulsiva per cui si strappava i capelli da sola ed era molto stressata, al punto che forse non si tratta di omicidio. Nel suo appartamento vengono trovati una ventina di video che provano che la Lucious Grapes è in realtà un ambiente in cui il capo sta effettuando maltrattamenti e bullismo sui dipendenti.
- Guest star: Emily Meade (Corinne Stafford), Kate Burton (Annette Cole), Brendan Donaldson (Andreas Hemming), Joel de la Fuente (Tenente C.S.U. Ruben Morales), Joe Scarborough (se stesso), Mika Brzezinski (se stesso), Shane McRae (Justin Jennings), Kathryn Barnhardt (La vittima Ellen Sazelin).
- Citazioni: "Toc Toc! Vorrei una borsetta da sera, mi chiamo Polizia di New York!" (Detective Stabler).
- Curiosità: l'episodio è l'ultimo in cui compare il tenente della Crime Scene Unit Ruben Morales, ha partecipato ad un totale di 52 episodi, divisi in dieci stagioni.

## La bomba
- Titolo originale: Bombshell
- Diretto da: Patrick Creadon
- Scritto da: Daniel Truly

### Trama
Un uomo barcolla in un parcheggio perché è stato pugnalato all'inguine in un parcheggio, una coppia cerca di soccorrerlo togliendo il pugnale, ma appena arriva al Mercy Hospital il dottor Manning dice che è stato un grande errore, perché hanno reciso l''arteria. Dalle prime indagini, nonostante sia senza documenti, si scopre che l'uomo si chiama Jerry Bullard, ed è l'amministratore delegato di BAS, Bullard Aviation Systems, una compagnia di forniture per aerei da guerra, che ha rifornito le forze armate dell'Afghanistan nel 2011. Ma la società, secondo la moglie, non produce armi, ma pneumatici. Un inquietante vicino "pazzoide", di nome Aldo Cuccuru, noto come "l'ombra della notte", che vaga di notte per la strada senza dormire mai, diventa subito il primo sospettato. Il brillante dottor Huang però capisce subito che soffre di una patologia da poco scoperta, la cosiddetta IFF - Insonnia Familiare Fatale (Fatal Familial insomnia) malattia neurodegenerativa, che fa morire entro circa un anno. L'uomo ha però incontrato la vittima nelle sue peregrinazioni notturne, proprio davanti ad un locale notturno The Giving Jet NY. Benson e Stabler sono quindi costretti ad infiltrarsi in un moderno club di scambisti per ottenere informazioni sui possibili sospetti, fingendo di essere stati invitati da Jerry. Nel locale fanno conoscenza con Cassandra, una femme fatale che potrebbe conoscere chi ha attaccato Jerry, ed il suo ex ragazzo facinoroso Doug, gelosissimo, e sempre pronto a menar le mani. I due, però, nascondono un grande segreto. 
- Guest star: Rose McGowan (Cassandra Davina), Amir Arison (Dr. Manning), Richard Petrocelli (Aldo Cuccuru), Tom Irwin (Jerry Bullard), Kathleen McNenny (Jane Bullard), Ryan Hurst (Doug Loveless), Melissa Sagemiller (Vice procuratore Gillian Hardwicke).
- Citazioni: "una pugnalata all'inguine può confonderti le idee!" (Detective Stabler).
- Curiosità: l'episodio è l'ultimo in cui compare il dottor Manning, primario del Mercy Hospital, ha partecipato ad un totale di 10 episodi, divisi in dieci stagioni.

## Totem
- Titolo originale: Totem
- Diretto da: Jonathan Robert Kaplan
- Scritto da: Jonathan Greene

### Trama
Una giovane ragazzina di dieci anni, di nome Marnie Foster, viene trovata morta soffocata ed infilata dentro una valigia con una strana bambola in mano, abbandonata poi davanti ad una chiesa. I detective Benson e Stabler si alleano quindi con Cap Jackson, uno psichiatra fatto assumere da Huang all'FBI, che li ha assistiti in un caso recente, per indagare sul suo omicidio. Le abilità di Jackson si dimostrano inestimabili nel decifrare il significato della bambola, che lo psichiatra ritiene sia stata lasciata come una sorta di totem, e nel trovare l'assassino. Il modo di uccisione e conservazione di Marnie porterebbero verso un sospettato diverso da un maschio. Jackson si unisce agli investigatori mentre ripercorrono gli ultimi passi della ragazza e vanno a incontrare la sua insegnante di pianoforte, June Frye. Con la scusa del brano di Frédéric Chopin, Étude Op. 10, No. 3, lo psichiatra riesce ad entrare in empatia con la donna, mentre i detective indagano, ma all'improvviso June ha un arresto cardiaco.
- Guest star: Jeremy Irons (Psichiatra Cap Jackson), Elizabeth Mitchell (June Frye).
- Nota: questo è l'ultimo episodio a vedere la dottoressa Melinda Warner nel cast principale, anche se il personaggio tornerà molto spesso nelle stagioni successive come guest star.
- Nota: l'episodio segna l'ultima apparizione nel cast principale per l'attore BD Wang, nel ruolo dello psichiatra dell'FBI George Huang, che esce di scena dopo 12 stagioni e 139 episodi girati. Anche lui però continuerà a interpretare lo stesso personaggio, apparendo alcune volte come guest star nelle stagioni successive della serie, per ulteriori 4 episodi.

## Riparazioni
- Titolo originale: Reparations
- Diretto da: Constantine Makris
- Scritto da: Christine M. Torres

### Trama
Mentre Oliver ed Isabelle si allenano in un corso di autodifesa, la loro coinquilina Catherine Harrison viene violentata nella stanza accanto, con lo stupratore che scappa dalle scale antincendio fuori dalla finestra. Sulla scena del crimine intervengono Stabler e Tutuola, e la vittima, interrogata da quest'ultimo in ospedale, dice di conoscere l'aggressore, e che si tratta di una persona che abita al piano di sotto, il fratello di Isabelle, Kevin Wright. Il ragazzo è bipolare sotto cura di psicofarmaci, dopo aver subito un TSO per ordine di un tribunale, ed ha dei precedenti per reati minori, sulle scale ci sono alcune sue impronte, ma non nella camera. Kevin dice di salire sui tetti per fare delle fotografie aeree, che sono la sua passione. Intanto al distretto torna il vice procuratore Casey Novak, reduce da un fermo amministrativo di tre anni e rientra nella squadra. Una nuova pista porta ad un secondo sospettato, che viene fermato, Dwight Talcott. L'uomo ha però dalla sua un difensore d'eccezione, l'avvocato Joe Dekker, che prende un congedo dai suoi doveri di Los Angeles, dopo che suo cugino Dwight è stato accusato di stupro. Un filmato del suo alibi ha un buco di 45 minuti, dove potrebbe aver commesso il crimine, ma l''avvocato punta parecchio sul fatto che prima avesse accusato invece Kevin. Due potenti e bravi avvocati si fronteggiano in aula, ma la situazione è realmente poco chiara per tutti. Oltretutto Novak pensa che il giudice Petrovsky possa annullare il processo. Indagini successive riescono a far emergere uno stupro compiuto ben 47 anni prima dal nonno della vittima ai danni della mamma dell'imputato.
- Guest star: Virginia Kull (Catherine Harrison), Afton Williamson (Isabelle Wright), Kevin Mambo (Kevin Wright), Diane Neal (Casey Novak), Terrence Howard (Avvocato Jonah Dekker), Vondie Curtis Hall (Dwight Talcott), Joanna Merlin (Giudice Lena Petrovsky).
- Nota: in questo episodio compaiono solo due personaggi del cast principale, Stabler e Tutuola, oltre a vedere il ritorno di Novak, assente dalla nona stagione, e la partecipazione di Dekker, personaggio tratto dalla serie Law & Order: LA. La puntata segna anche l'ultima apparizione del giudice Petrovsky nella serie.

## Un padre modello
- Titolo originale: Bang
- Diretto da: Peter Leto
- Scritto da: Speed Weed

### Trama
Un bambino abbandonato viene trovato avvolto in una tutina all'aperto, accanto ai bidoni della spazzatura, dietro una palestra. Tutuola riconosce il logo di un negozio di abbigliamento ed accessori di lusso per neonati, e la commessa del negozio riconosce il bambino, dicendo che di si chiama Jasper, e fornendo l'indirizzo della madre. I detective si recano a casa e trovano solo la tata, Imelda Barros, disperata che piange, pensando sia stato rapito, e viene fuori che è stata visitata dal suo ragazzo per una "sveltina", come svela un profilattico, che poi si scoprirà però essere bucato. Dopo aver incontrato la tata e il suo "ragazzo", Ken Turner, si rendono presto conto che l'uomo è anche il fidanzato della madre adottiva del bambino, Dede Aston. le due donne, in centrale, finiscono per litigare. Turner è anche l'avvocato della madre, e decide di difenderla dalle accuse di abbandono di minore, anche se rivela di aspettare un bambino proprio da Turner, che rivela di sapere che il profilattico era rotto. Benson ha una illuminazione, si tratta di un "molestatore seriale a scopo riproduttivo", che ama mettere tante donne incinte. Mentre si scopre il vero rapitore del bambino, gli investigatori scavano più a fondo nel passato losco di Turner, ed escono fuori ben venti bambini in dieci anni, fatti partorire a donne prese in giro per New York, ed anche Jasper è uno dei suoi figli. I detective Benson e Stabler si rendono conto però che la legge potrebbe essere dalla sua parte, mettere incinte più donne, purché consenzienti, non è considerato un atto illegale. Una volta convocate al distretto le venti mamme Turner, confessa che sono solo quelle in città, avendo fatto un totale di 47 figli! Una delle madri, però, medita vendetta.
- Guest star: John Stamos (Ken Turner), Marta Milans (Tata Imelda Barros), Lori Singer (Mamma Dede Aston), Noelle Beck (Dr. Audrey Shelton), Jordan Dean (Wade Fisk), Alyssa Sutherland (Mamma Kate), Caitlin McHugh (Mamma Stacy).
- Citazioni: "io mi chiamo Montezuma, il capo azteco con quattromila concubine ai suoi piedi, e chissà quanti figli!" (Ken Turner).
- Curiosità: c'è una piccola incongruenza nel casting, l'attrice Lori Singer, scelta per interpretare Dede, nel 2011 aveva 54 anni, quindi fuori dall'età fecondabile.

## Criminale
- Titolo originale: Delinquent
- Diretto da: Holly Dale
- Scritto da: Dawn DeNoon

### Trama
Annie Meyers, una giovane donna democratica, mentre litiga trova un adolescente addormentato, drogato e nudo nella sua camera da letto, sua madre, Bree Walsh, si affretta a difenderlo. Il ragazzo, che si chiama Hunter Mazelon, ha anche dei precedenti, anche legati a reati sessuali, avendo toccato il seno ad una sua insegnante. Mentre il detective Benson e il detective Stabler cercano di capire cosa sia successo veramente, devono anche gestire l'adolescente subdolo e la sua ingenua madre. Hunter ha infatti deciso di accusare Stabler di molestia durante l'interrogatorio. Ottenuta la custodia cautelare, in attesa di processo, il ragazzo è sospettato di aver violato il coprifuoco al tramonto e di aver violentato e ucciso Madeline Harris, una donna in strada vicino casa sua, mentre era ubriaco. Indagando escono fuori ben sei donne violentate dal ragazzo. Mentre gli investigatori scavano più a fondo, scoprono quanto possono essere ingannevoli le apparenze.
- Guest star: Marina Squerciati (Annie Meyers), Sterling Beaumon (Hunter Mazelon), Rita Wilson (Bree Mazelon), Isabel Gillies (Kathy Stabler), Robert John Burke (Tenente Ed Tucker), Francie Swift (Vice procuratore Sherri West), Alyxx Morgen (La vittima Madeline Harris).
- Nota: Marina Squerciati diventerà nota in un'altra serie prodotta da Dick Wolf, interpretando la detective Kimberly Burgess in Chicago P.D., personaggio che comparirà anche in questa serie, in uno spin-off della sedicesima stagione.
- Citazioni: "Coloro che lottano contro i mostri devono stare attenti a non diventare essi stessi mostri." (Tenente Tucker). La frase originale appartiene al filosofo tedesco Friedrich Nietzsche.
- Curiosità: questo è l'ultimo episodio a vedere insieme la squadra originale dei quattro detective, Stabler, Benson, Munch e Tutuola.

## L'infiltrato
- Titolo originale: Smoked
- Diretto da: Helen Shaver
- Scritto da: Jonathan Greene e Daniel Truly

### Trama
Quando una donna viene uccisa durante un giro di shopping pomeridiano con sua figlia, i detective Benson e Stabler vengono chiamati perché doveva testimoniare nel loro caso di stupro. Annette Fox sarebbe infatti stata il testimone chiave al processo la settimana successiva, contro l'uomo che l'ha stuprata due anni prima. la squadra ritiene che l'omicidio sia stato orchestrato per impedire la testimonianza. Annette ha ricevuto oltre sessanta chiamate e veniva perseguitata. Il primo sospettato è ovviamente Luke Ronson, lo stupratore, ed i detective vanno a trovarlo nel suo salone di bellezza. l'uomo fa anche servizio come parrucchiere volontario da Sorella Peg, nella sua missione benefica, e qui un senzatetto di nome Eddie Skinner dice di averlo visto con in tasca una pistola. Mentre gli investigatori continuano a indagare sulla correlazione tra l'omicidio e il loro caso, scoprono improbabili amicizie che li porteranno alla verità. Jenna decide che non vuole aspettare il lento corso della giustizia.
- Guest star: Hayley McFarland (Jenna Fox), Andrew Howard (Luke Ronson), Pedro Pascal (Agente Speciale Greer), Alice Barrett Mitchell (La vittima Annette Fox), Michael Raymond-James (Eddie Skinner), Charlayne Woodard (Sorella Peg), Francie Swift (Vice procuratore Sherri West).
- Nota: Questa è l'ultima apparizione da protagonista nella serie per l'attore Christopher Meloni, nel ruolo del Detective Elliot Stabler, che uscirà di scena dopo 12 stagioni e 281 episodi girati. Nel 2021 Meloni tornerà a interpretare Elliot Stabler come personaggio fisso nello spin-off Law & Order: Organized Crime e come guest star dalla ventiduesima stagione in poi di Law & Order - Unità Vittime Speciali.
- Citazioni: "In Arizona vendono le pistole agli psicopatici? La cosa non mi sorprende!" (Detective Stabler).